# دوران شگفتی‌ها
«دوران شگفتی‌ها» (انگلیسی: Age of Wonders) یک بازی ویدئویی در سبک استراتژی نوبتی است که توسط Gathering of Developers و در سال ۱۹۹۹ و در پلت‌فرم مایکروسافت ویندوز منتشر شده‌است.